# Einar Sagstuen
Einar Sagstuen (22 marzo 1951) è un ex fondista norvegese.

## Carriera

### Carriera sciistica
Alle Olimpiadi di Innsbruck 1976 arrivò secondo nella staffetta 4x10 km.

## Palmarès

### Olimpiadi
- 1 medaglia:
  - 1 argento (staffetta a Innsbruck 1976).